# ایل میلان
میلان نام یکی از ایل‌های کرد ایران است که درشهرهای شمالی استان آذربایجان غربی و نیز در برخی از شهرهای کشور تکیه نطیر وان می‌باشد. زبان مرسوم و جاری بین مردم ایل میلان کردی کرمانجی است.
بیشتر مردم این ایل در شمال استان آذربایجان غربی در شهرستان‌های ماکو ،شوط ،پلدشت ،چایپاره ،چالدران و خوی ساکن هستند. ایل میلان دارای ادبیات خاص خود است که تاریخ‌های گذشته را با یک ادبیات خاص غنایی تحت عنوان کلام بیان می‌کند. کسی که کلام را می‌گوید {دنگبژ} است و مشهورترین دنگبژ که شاگرد نیز ملقب به ﴿شاکرو﴾ باشند از افراد مورد علاقهٔ این ایل است. این ایل در تواریخ گذشته به‌دلیل قدرت بزرگی که داشته یکی از ایل‌های مهم در حکومت‌های گذشتهٔ ایران به‌شمار می‌آمده است و به همین دلیل برخی از شاه‌های ایران برخی از طایفه‌های این ایل را به قسمت‌های مختلف ایران تبعید کرده‌اند. ایل میلان به دو دسته بزرگ به نام «میلان» و «خلکانی» تقسیم می‌شود.
میلان دارای طایفه‌های متعددی است که به دودکانلوی میلان، خذائی میلان، دلایی میلان، اوموئی میلان، گلیکانلوی میلان،قوردویی، بروکی، دودکانلو، مصرکانلو، قلیکی، شیخ کانلو، مروئی، کچلانلو تقسیم می‌شود. و البته چند طایفه دیگر در استانهای خراسان شمالی و رضوی از ایل میلان هستند. 